# Barantolla sculpta
Barantolla sculpta is een borstelworm uit de familie Capitellidae.
De wetenschappelijke naam van de soort werd in 1921 gepubliceerd door Southern.